# 聖ペテロの解放 (ムリーリョ)
『聖ペテロの解放』（せいぺてろのかいほう、露: Освобождение апостола Петра из темницы, 英: Liberation of St Peter）は、17世紀スペイン・バロック期の巨匠バルトロメ・エステバン・ムリーリョが1665-1667年にキャンバス上に油彩で描いた絵画である。『新約聖書』中の「使徒言行録」 (12:5–17) にある逸話を主題としている。ニコラ＝ジャン・ド・デュ・スールト将軍のコレクションにあったこの絵画は1852年にパリで売却され、以来、サンクトペテルブルクのエルミタージュ美術館に所蔵されている。

## 作品

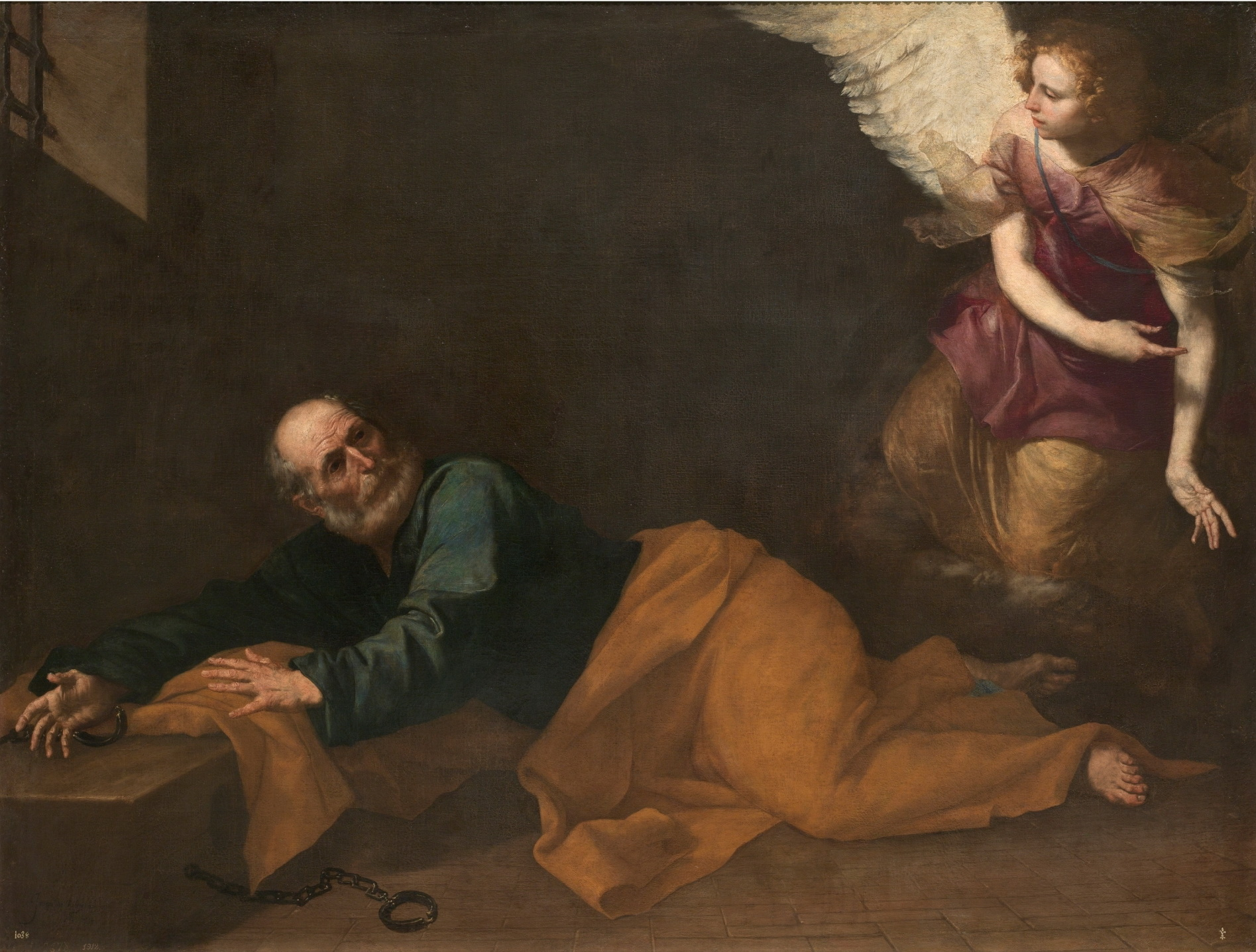
ホセ・デ・リベーラ『聖ペテロの解放』 (1639年)、プラド美術館、マドリード

「使徒言行録」中の逸話によれば、投獄され、鎖につながれて兵士たちの間に寝ていたペテロのもとに天使が現れ、「急いで立て」といって彼を解放したという。この主題は、17世紀初頭のローマに集まったカラヴァッジョ派の画家たちカラヴァッジェスキがしばしば取り上げたものである。ムリーリョと同じスペインの画家で、生涯の大半をイタリアのナポリで過ごしたホセ・デ・リベーラも『聖ペテロの解放』 (プラド美術館、マドリード) を描いている。
本作は、セビーリャのエルマンダー・デ・ラ・カリダー (慈善兄弟団)施療院のために制作された8点の絵画のうちの1点である。そのうちスペインに残っているのは4点のみで、『パンと魚の奇蹟』、『ホレブの岩にいるモーセ』、『病人を治療するハンガリーの聖エリザベト』、『病人を運ぶ神の聖ヨハネ』である。 エルミタージュ美術館蔵の本作、そして『アブラハムと三人の天使』 (カナダ国立美術館、オタワ) 、『ベトザタの池で足萎えを治すキリスト』 (ナショナル・ギャラリー・ロンドン) 、『放蕩息子の帰還』 (ワシントン・ナショナル・ギャラリー) はすべて、ナポレオン戦争中の1810年にスールト将軍により略奪された作品である。
カリダー施療院のために制作された連作の主題は一般的に「慈愛」を表しているだけでなく、カリダー信徒会会長のミゲル・マニャーラが定めた信徒会の会則と一致している。その会則は信仰にもとづく積極的な慈善活動を誓約させるものであった。連作を描いた画家ムリーリョもまた信徒として、貧民街の病人の家を回ったり、カリダー施療院で病人の食事の世話をしていたのかもしれない。。